# Bánh mì kẹp Bondiola
Bánh mì kẹp Bondiola hoặc bondipan là một loại bánh mì kẹp ăn kèm với những lát thịt vai lợn dày, thường được bày bán trong các quán ăn đường phố hoặc nhà hàng ở Argentina. Loại thịt sử dụng cho món ăn này chủ yếu là thịt vai lợn nướng hoặc ướp muối, được đặt trên một chiếc bánh mì brioche giòn tan. Ngoài ra, người ta cũng có thể phủ lên trên món ăn nhiều loại gia vị hoặc rau củ khác nhau.

## Tổng quan
Bánh mì kẹp Bondiola xuất hiện rất nhiều trong thực đơn của các nhà hàng tại thủ đô Buenos Aires. Vào năm 2013, món bánh đã sánh vai với xúc xích choripán và thịt nướng parrilla về mức độ phổ biến. Bên cạnh đó, bánh còn hay được gọi bằng cái tên "bondipan". Loại thịt lợn dùng trong bánh mì kẹp thường được nướng trực tiếp trên lửa, đồng thời người dân coi đây là một món ăn đường phố. Ngoài ra, bánh còn được xem như một món ăn truyền thống với những đặc trưng như sau: những lát thịt lợn dày đặt trên một ổ bánh mì giòn và chấm cùng nước xốt chanh tỏi.

## Thành phần
Loại thịt đặc trưng của món bánh là thịt vai lợn nướng ướp muối, được dùng làm topping cho ổ bánh mì. Bánh mì kẹp Bondiola cũng thường được phục vụ chung với nước ép chanh mát lạnh. Loại bánh này có rất nhiều biến tấu đa dạng khác nhau. Đôi khi thịt Bondiola thường được om trong bia rồi phục vụ kèm với pho mát cheddar và hành tây ướp caramel, sau đó ăn chung với bánh mì brioche. Mặt khác, người ta cũng có thể thưởng thức chung với xà lách trộn, bắp cải và salad xốt mayonnaise. Thỉnh thoảng món thịt bondiola cũng được nhồi cùng với một vài nguyên liệu khác như thịt xông khói và hành tây.

### Thịt Bondiola

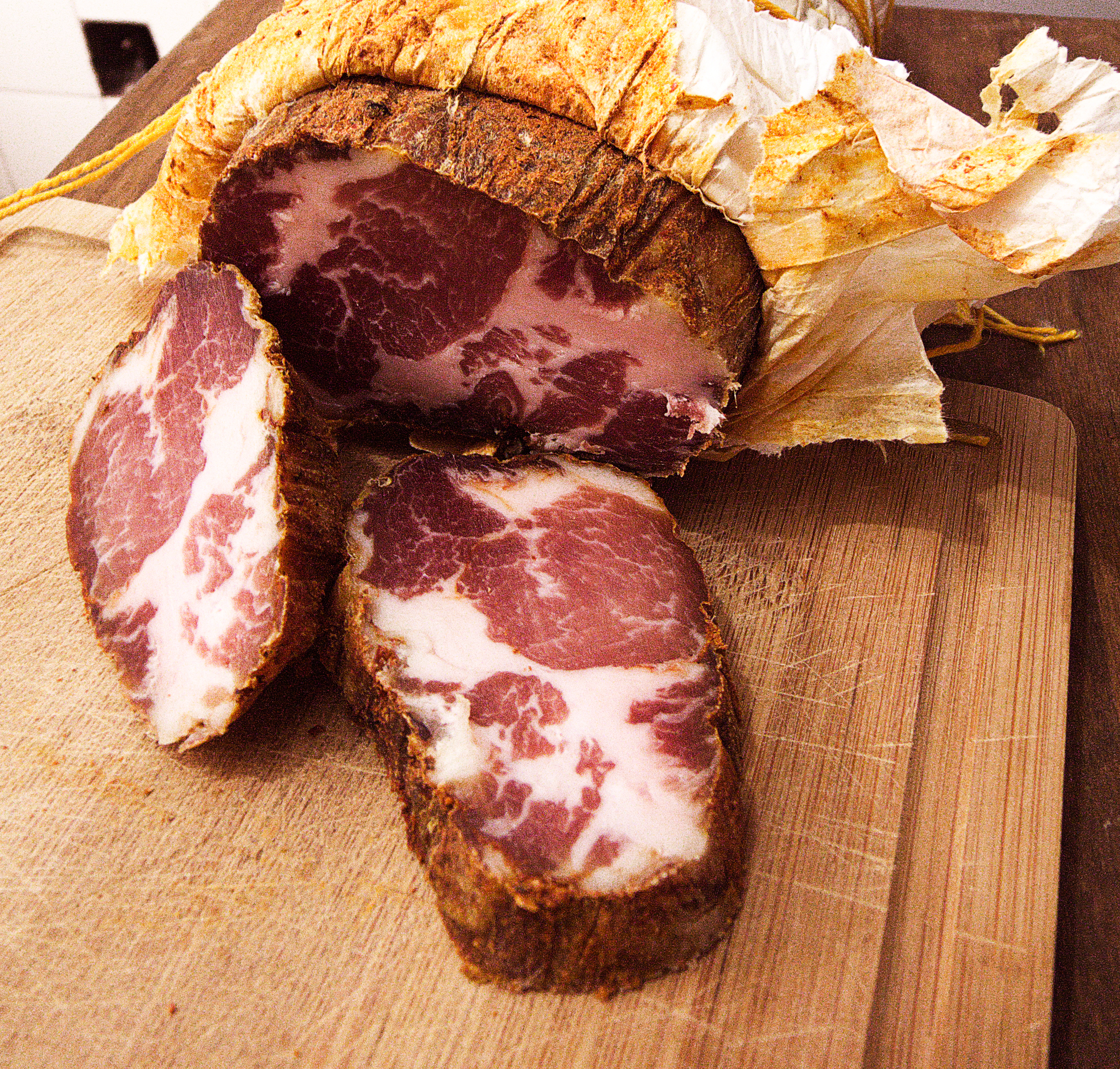
Thịt bondiola ướp muối

Thịt vai lợn béo ngậy được chế biến chung với các gia vị như hạt nhục đậu khấu, muối, ớt bột paprika và tiêu. Sau đó, người chế biến bọc thịt và buộc lại trong vòng 30 đến 60 ngày. Trong khoảng thời gian đó nước sẽ bốc hơi ra khỏi thịt và xảy ra quá trình lên men acid lactic. Những enzyme được giải phóng cũng mang lại hương vị thơm ngon hơn cho món ăn. Món thịt Bondiola cũng có thể được làm từ thịt đùi sau hoặc lấy trên phần cơ cổ. Quá trình ướp muối bondiola thường bao gồm công đoạn muối thịt được bọc trong bong bóng lợn hoặc cũng có thể bổ sung thêm thịt bê (bondiola di Adria) hay hun khói thịt (bondiola affumicata). Khi thịt xông khói được cho vào quá trình ướp muối, người ta sẽ gọi nó là Bondiola di Treviso. Ngoài ra, cũng có một loại thịt tương tự của Hoa Kỳ mang tên gọi thịt mông Boston.